# Иркутский Кремль (альманах)
«Ирку́тский Кремль» — православно-исторический, литературно-художественный альманах, выходящий в Иркутске.

## Общие сведения
Альманах издается по благословению Митрополита Иркутского и Ангарского Вадима.
Главный редактор — настоятель Харлампиевской церкви, протоиерей Евгений Старцев, исполнительный редактор — член Союза писателей России Анатолий Байбородин.
Альманах выходит в Иркутске с 2007 года с периодичностью 1—2 раза в год тиражом 999 — 2 000 экземпляров.
Публикуются произведения православной литературы и публицистики, научные исследования по истории, этнографии, искусству, произведения художественной литературы и живописи.

## Авторы
В разное время публиковались произведения Анатолия Байбородина, Владимира Личутина, Валентина Распутина, стихи Геннадия Гайды, Николая Зиновьева, Василия Козлова, Юрия Кузнецова, Ивана Молчанова-Сибирского, Константина Седых, Владимира Скифа и других авторов.

## Награды
- Евгений Старцев и Анатолий Байбородин — лауреаты премии губернатора Иркутской области за достижения в искусстве и культуре (2011) — за издание альманаха «Иркутский Кремль»[4].

## Интересные факты
- Своё название альманах получил в честь Иркутского кремля.